# Troița, Leova
Troița este un sat din cadrul comunei Vozneseni, raionul Leova, Republica Moldova.

## Demografie

### Structura etnică
Structura etnică a localității conform recensământului populației din 2004:
| Grup etnic                    | Populație | % Procentaj |
| ----------------------------- | --------- | ----------- |
| Bulgari                       | 316       | 86,10%      |
| Băștinași declarați Moldoveni | 30        | 8,17%       |
| Găgăuzi                       | 8         | 2,18%       |
| Ruși                          | 8         | 2,18%       |
| Ucraineni                     | 4         | 1,09%       |
| Alții                         | 1         | 0,27%       |
| Total                         | 367       |             |